# Kukuryak Bluff
Das Kukuryak Bluff (englisch; bulgarisch връх Кукуряк wrach Kukurjak) ist ein 700 m hohes und teilweise unvereistes Kliff auf der Trinity-Halbinsel des Grahamlands im Norden der Antarktischen Halbinsel. Es ragt 3,65 km südlich des Windy Gap, 13,54 km westnordwestlich des Kribul Hill, 8,41 km nordnordwestlich des Levassor-Nunataks und 6,83 km ostnordöstlich des Hochstetter Peak am Ende eines Gebirgskamms auf, der sich vom Louis-Philippe-Plateau in östlicher Richtung erstreckt.
Deutsche und britische Wissenschaftler nahmen 1996 die Kartierung des Kliffs vor. Die bulgarische Kommission für Antarktische Geographische Namen benannte es 2010 nach der Ortschaft Kukurjak im Süden Bulgariens.